# Aequat omnes cinis; impares nascimur, pares morimur
Aequat omnes cinis; impares nascimur, pares morimur (лат. изговор: екват омнес цинис; импарес насцимур, парес моримур). Пепео све изједначује. (Сенека)

## Поријекло изреке
Ову изреку је изрекао почетком нове ере познати римски књижевник и филозоф Сенека.

## Тумачење
Сенека каже да пепео (тј. смрт) све изједначује. Неједнаки се рађамо, једнаки умиремо. Смрт једина одолијева сумњи о једнакости.